# Yezophora fukuokana
Yezophora fukuokana är en insektsart som beskrevs av Matsumura 1942. Yezophora fukuokana ingår i släktet Yezophora och familjen spottstritar. Inga underarter finns listade i Catalogue of Life.